# Patsy Maegerman
Patsy Maegerman (Aalst, 11 juli 1972) is een Belgisch voormalig wielrenster. Ze behaalde zilver op het wereldkampioenschap wielrennen in 1994 in Capo D'Orlando.

## Biografie

### Jeugd
Patsy Maegerman begon met wielrennen op veertienjarige leeftijd. Nadat haar schoonbroer Luc Van Herrewegen, die op dat moment profwielrenner was, verplicht moest stoppen omwille van een blessure.

### Profcarrière
In 1994 koos ze ervoor om tijdens de winter haar ambities op de piste tijdelijk om te bergen, om ze een betere conditie te hebben tijdens het seizoen. Naar eigen zeggen voelde ze zich op dat moment nog te jong en niet sterk genoeg om beide te combineren. Maar wilde ze deze combinatie in de toekomst zeker en vast niet uit sluiten. Tijdens het wereldkampioenschap van 1994 te Capo D’Orlando behaalde Patsy Maegerman een zilveren medaille na de Noorse Monica Valvik. De Amerikaanse Jeanne Golay vervolledigde het podium.
Omwille van de beperkte budgetten binnen het vrouwenwielrennen was het geen optie voor Maegerman om dit voltijds te doen. Daarom werkte ze halftijds als secretaresse. In de voormiddag ging zij gaan trainen en in de namiddag werken. Deze combinatie bleek haalbaar en voldoende om in een zeer goede conditie het seizoen af te leggen. Na haar prestaties op het wereldkampioenschap kreeg ze de mogelijkheid om als profrenster aan de slag te gaan bij Vlaanderen 2002.
Tijdens La Grande Boucle Féminine behaalde Patsy 7 keer een plaats in de top 10. 
Patsy behaalde verschillende overwinningen tijdens de Belgische kampioenschappen op de piste. Hierbij moest ze vooral opboksen tegen meer ervaren en oudere dames.

### Na haar carrière
Patsy Maegerman bleef actief als profrenster tot 1997. Het vroegtijdig stopzetten van haar carrière als wielrenster had twee redenen. De eerst heeft te maken met haar partner, Christophe Lauwers. Hij kon als profvoetballer starten bij het Oostenrijkse SV Ried. Achteraf verhuisden ze samen naar het Franse Toulouse. Een tweede reden was haar mentale weerbaarheid. Als wielrenster was ze zeer gedreven en trachtte ze de lat steeds hoger en hoger te leggen. Uiteindelijk werd de zelfopgelegde druk haar te veel. Na haar carrière belandde ze naar eigen zeggen in een zwart gat. Door te focussen op haar wielercarrière had ze geen hoger diploma behaald en geen vriendenkring buiten het wielrennen opgebouwd.
Na haar carrière overwon ze boulimie.
Patsy Maegerman vond werk bij CNH Tractoren, dat zowel tractoren als onderdelen voor tractoren maakt. Daarnaast was ze ook even actief al ploegleider van de wielerclub Oostende Noordzee. Haar passie voor de koers toont Patsy nog steeds als koersdirecteur van de dameseditie van Gent-Wevelgem.